# An me thimásze
Az An me thimasai (görög betűkkel: Αν με θυμάσαι, magyarul: Ha emlékszel rám) egy dal, amely Ciprust képviselte a 2013-as Eurovíziós Dalfesztiválon. A dalt a ciprusi Deszpína Olimbíu adta elő görög nyelven.
A dalt 2013. február 14-én mutatták be egy sajtókonferencián, miután egy belső zsűri jelölte ki a feladatra az énekesnőt.
Az Eurovíziós Dalfesztiválon a dalt a május 14-én rendezett első elődöntőben adták elő, a fellépési sorrendben tizennegyedikként, az ír Ryan Dolan Only Love Survives című dala után és a belga Roberto Bellarosa Love Kills című dala előtt. Az elődöntőben 11 ponttal a 15. helyen végzett, így nem jutott tovább a döntőbe.

### Külső hivatkozások
- Dalszöveg
- Videóklip. YouTube
- A dal előadása a 2013-as Eurovíziós Dalfesztivál első elődöntőjében. YouTube